# Kulometr

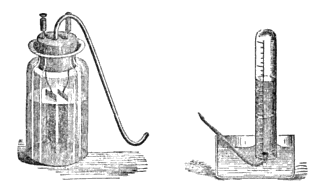
Woltametr

Kulometr (woltametr, kulombometr -fr.-gr.) – urządzenie do pomiaru ładunku elektrycznego.
Kulometr jest naczyniem, w którym przebiega elektroliza, tak skonstruowanym, że można dokładnie zmierzyć ilość jej produktów. Na przykład w kulometrze srebrowym można dokładnie zważyć osadzone na elektrodzie srebro, a w kulometrze gazowym zmierzyć objętość wytworzonych w czasie elektrolizy gazów (wodór i tlen). Znając ilość produktów elektrolizy, oblicza się na podstawie prawa Faradaya wielkość ładunku elektrycznego, który przepłynął przez kulometr. Pośrednio, dzieląc tę wielkość przez czas przepływu prądu, można określić jego natężenie.